# Liste der Autobahnen auf Zypern

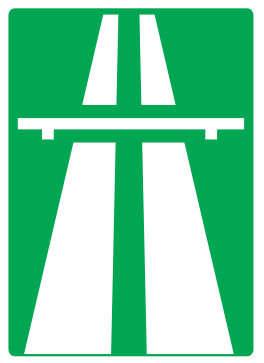
Verkehrszeichen Autobahn Zypern

Übersichtskarte Autobahnen Zyperns (grau: geplant)

Gegenwärtiges Autobahnnetz

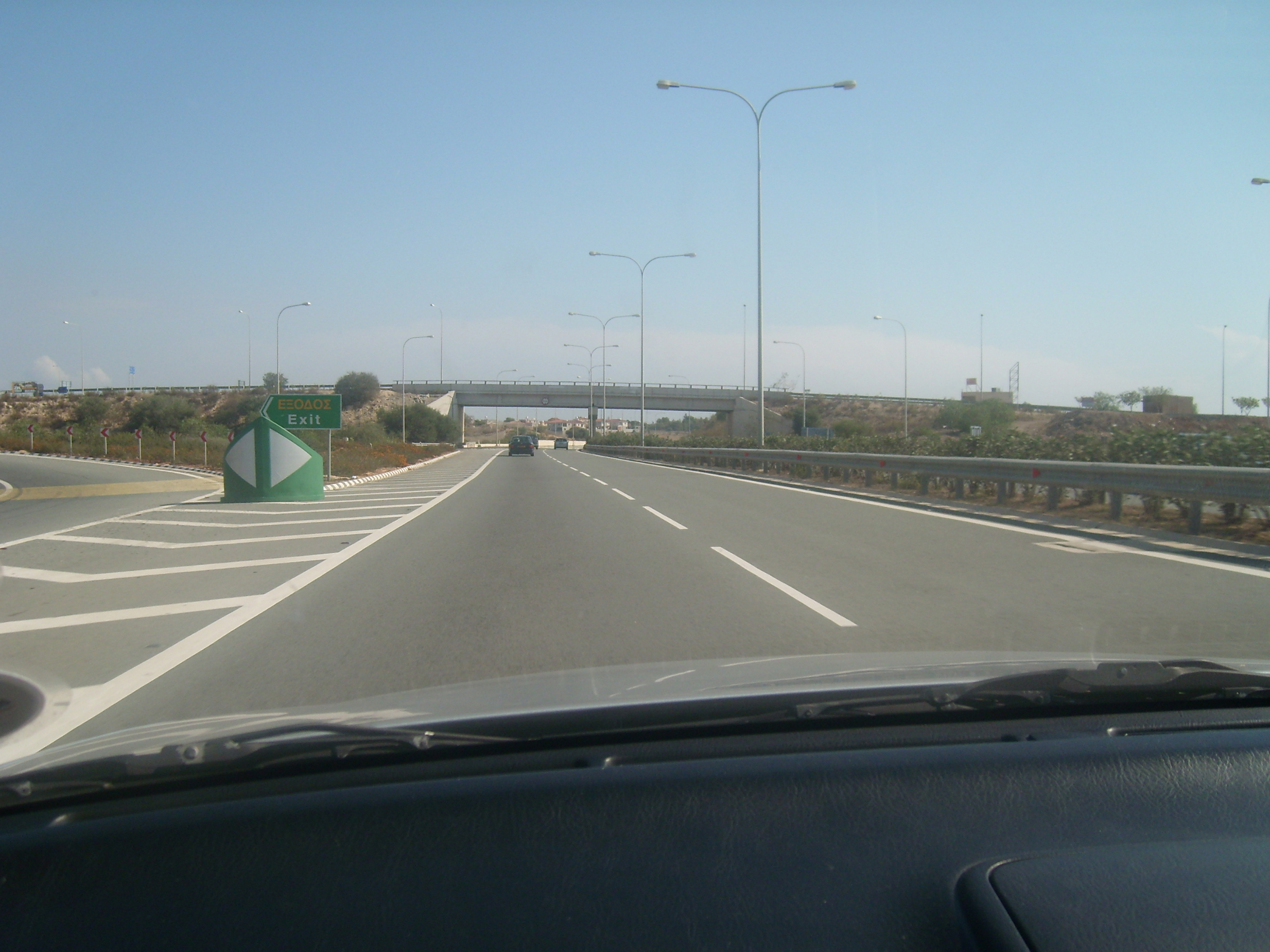
Zweisprachiges Ausfahrtsschild an einer zyprischen Autobahn

Die Republik Zypern ist entlang der Südküste mit einer durchgehenden Autobahn sehr gut erschlossen. Die Verbindung zwischen der Autobahn A2 (Nikosia-Larnaka) und A3 (Agia Napa-Flughafen Larnaka) erfolgt nicht über ein Autobahnkreuz, sondern über einen Kreisverkehr. Früher waren auf der A6 im Stadtgebiet von Limassol Kreisverkehre statt Aus- und Abfahrten in die Autobahn integriert, diese wurden inzwischen aber durch normale Ausfahrten ersetzt.
Die Türkische Republik Nordzypern besitzt keine Autobahnen, jedoch mehrere mehrspurig ausgebaute Straßen:
- Kyrenia (Girne) – Kioneli (bei Nikosia (Lefkoşa)) sowie
- Morfou (Güzelyurt) – Kioneli – Famagusta (Gazimağusa) (mit einer Stichstraße zum Flughafen Ercan)

## Liste der Autobahnen
| Schild | Kürzel und Strecke                | Status                  | Länge                    |
| ------ | --------------------------------- | ----------------------- | ------------------------ |
|        | A1: Nikosia – Limassol            | fertiggestellt          | 73 km                    |
|        | A2: Nikosia – Larnaka             | fertiggestellt          | 21 km                    |
|        | A3: Larnaka-Flughafen – Agia Napa | fertiggestellt          | 55 km                    |
|        | A5: Larnaka – Limassol            | fertiggestellt          | 19 km                    |
|        | A6: Limassol – Paphos             | fertiggestellt          | 66 km                    |
|        | A7: Paphos – Polis                | geplant                 | 31 km                    |
|        | A8: Limassol – Saittas            | geplant                 |                          |
|        | A9: Nikosia – Astromeritis        | fertiggestellt / im Bau | 15 km (bis Deneia) 15 km |
|        | A22: Nikosia Autobahnring         | geplant                 | 32 km                    |

## Autobahnähnlich ausgebaute vierspurige Straßen
| Schild | Kürzel und Strecke       | Bemerkung           |
| ------ | ------------------------ | ------------------- |
| B3     | B3: Agia Napa – Protaras | Verlängerung der A3 |